# Фторид иттрия
Фторид иттрия — неорганическое соединение, соль металла иттрия и плавиковой кислоты с формулой YF3, бесцветные кристаллы, не растворимые в воде, образует кристаллогидрат.

## Получение
- Обменными реакциями:

{\displaystyle {\mathsf {Y(NO_{3})_{3}+3KF\ {\xrightarrow {}}\ YF_{3}\downarrow +3KNO_{3}}}}

## Физические свойства
Фторид иттрия образует бесцветные кристаллы ромбической сингонии, пространственная группа P nma, параметры ячейки a = 0,6367 нм, b = 0,6859 нм, c = 0,4394 нм, Z = 4.
При температуре 1077°С происходит фазовый переход в
гексагональную сингонию, пространственная группа P 3m1, параметры ячейки a = 0,412 нм, c = 0,523 нм, Z = 1.
Образует кристаллогидрат состава YF3•½H2O.
Не растворяется в воде.

## Применение
- При получении иттрия металлотермическим способом.
- Легированный Ho используется как лазерный материал.